# Lavizzara
Lavizzara és un municipi del cantó de Ticino (Suïssa), situat al districte de Vallemaggia.